# Thigmotropismus

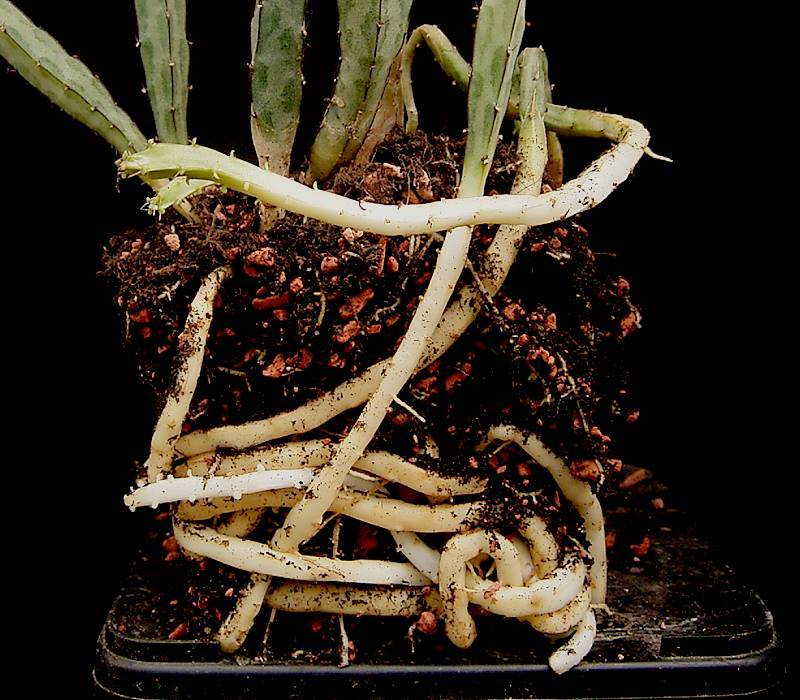
Kořeny které kopírují obal květináče.

Thigmotropismus (též haptotropismus) je druh tropismu, je směrovaná reakce orgánu na podnět vnímaný jako fyzický kontakt s pevným objektem. Popínavé rostliny, jako například vinná réva, rozvíjí úponky, které obtáčí okolo objektu.

## Historie
Afričtí domorodci, žijící v džungli, již v sedmnáctém století prokazatelně znali tento fenomén.
Je známo, že Charles Darwin dělal pokusy s thigmotropismem u rostlin a srovnával reakce na geotropismus a thigmotropismus. Objevil, že svislý růst kořene fazole může kontakt na podnět odklonit od svislého růstu. Tedy že thigmotropická reakce převládne nad geotropickou. Nicméně výzkum interakce mezi thigmotropismem a geotropismem rostlin není ještě plně prozkoumán.

## Thigmotropismus u rostlin
Thigmotropismus je růst rostlin v reakci na fyzický kontakt. Příkladem je růst úponků rostliny vinné révy k opoře, s nimiž přichází do mechanického kontaktu.
Všeobecně lze vystopovat u rostlin negativní reakci na podnět u kořenů a pozitivní u úponků anebo stonků ovíjivých a popínavých rostlin. Kromě thigmotropické reakce, kořeny (stejně jako jiné orgány rostlin) reagují na gravitaci. Geotropismus umožňuje, aby kořeny rostly ve směru gravitace. Thigmotropismus převažuje, jak se zdá, nad geotropickou reakcí u hlavních kořenů. 
Orgány rostlin se při thigmotropické reakci zakřivují pomocí různé intenzity růstu na různých místech. Tento proces zahrnuje stimulaci růstu v jednotlivých regionech orgánu (úponek, kořen). Například u úponku, na opačné straně, než kde je pozitivní reakce na thigmotropismus, dochází k zrychlenému růstu, než na straně, kde došlo k ke podnětu. V některých případech se tak budou buňky na kontaktní straně se vlastně zahušťují, takže se zvyšuje zakřivení, jako reakce na podnět. V souhrnu to způsobí, že úponek vytváří oblouk směrem k místu dotyku.
Kromě různě rychlého růstu různých oblastí, některé úponky vytvářejí jako odezvu na podnět ovinutí. Tato reakce je velmi rychlá. To je způsobeno změnami v turgoru buňky, což mění tvar úponku, vyvolává zakřivení. Buňky na opačné straně úponku, než došlo k podnětu, velmi rychle zvětší objem, zatímco buňky straně kde došlo podráždění dochází zahuštění. Proto, odezva ovíjení je rychlejší počáteční odezvou oproti "diferenciálnímu růstu". U růstu jde však o trvalejší reakci.

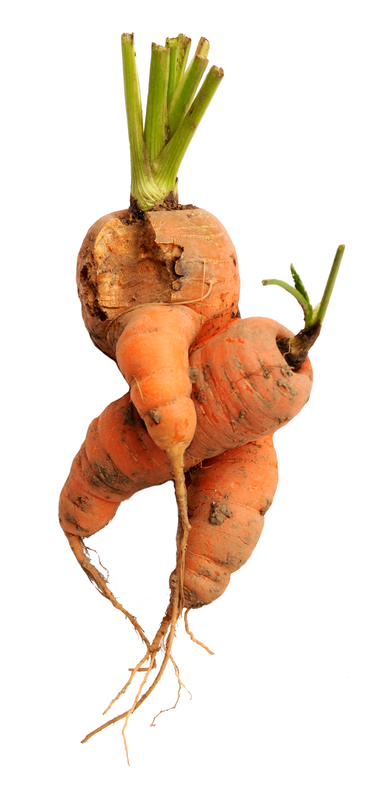
Růst kořenů mrkve, reakce růstu na dotyk a na gravitaci.
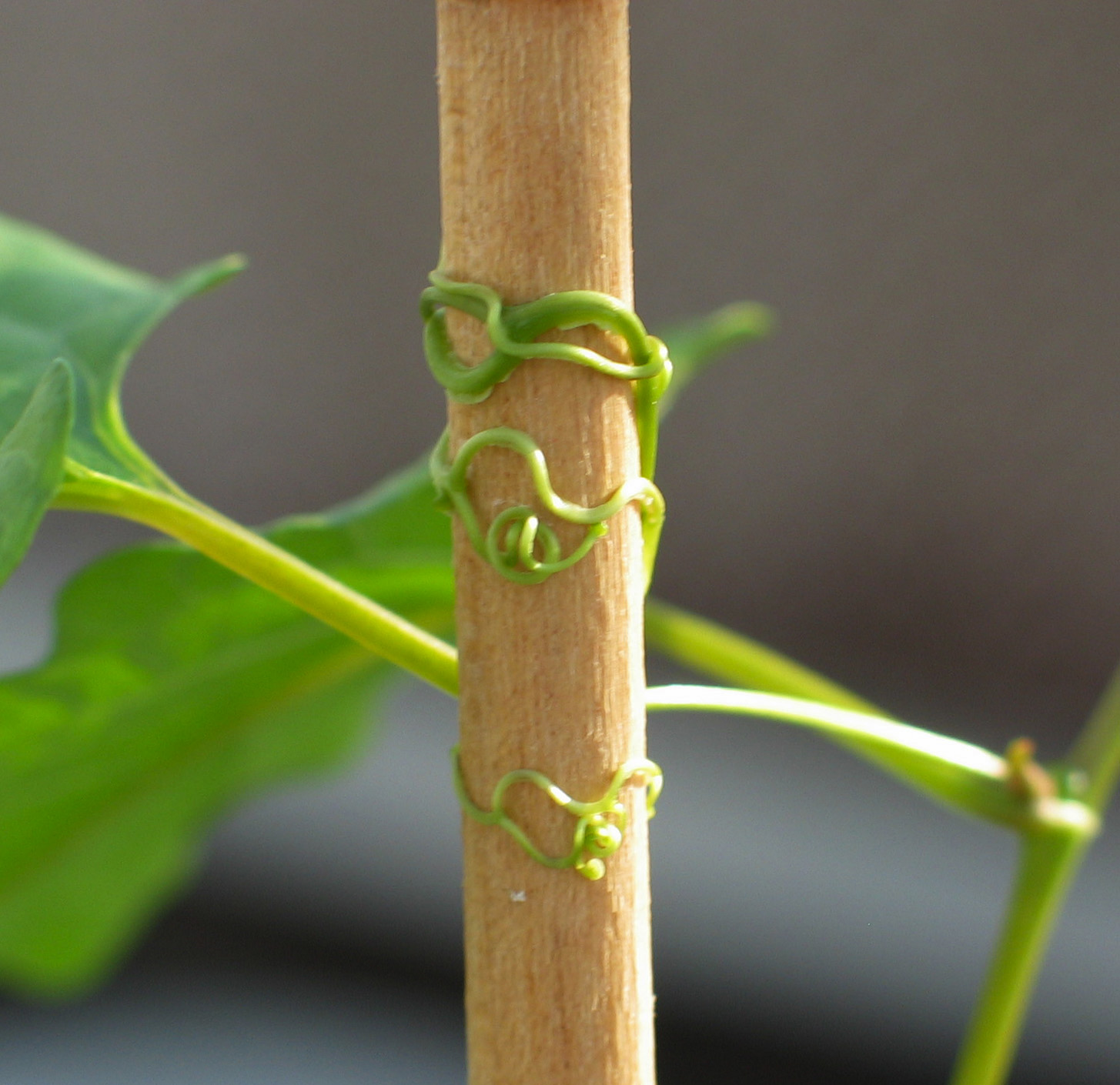
Úponky ovíjí objekt při kontaktu (Brunnichia ovata).
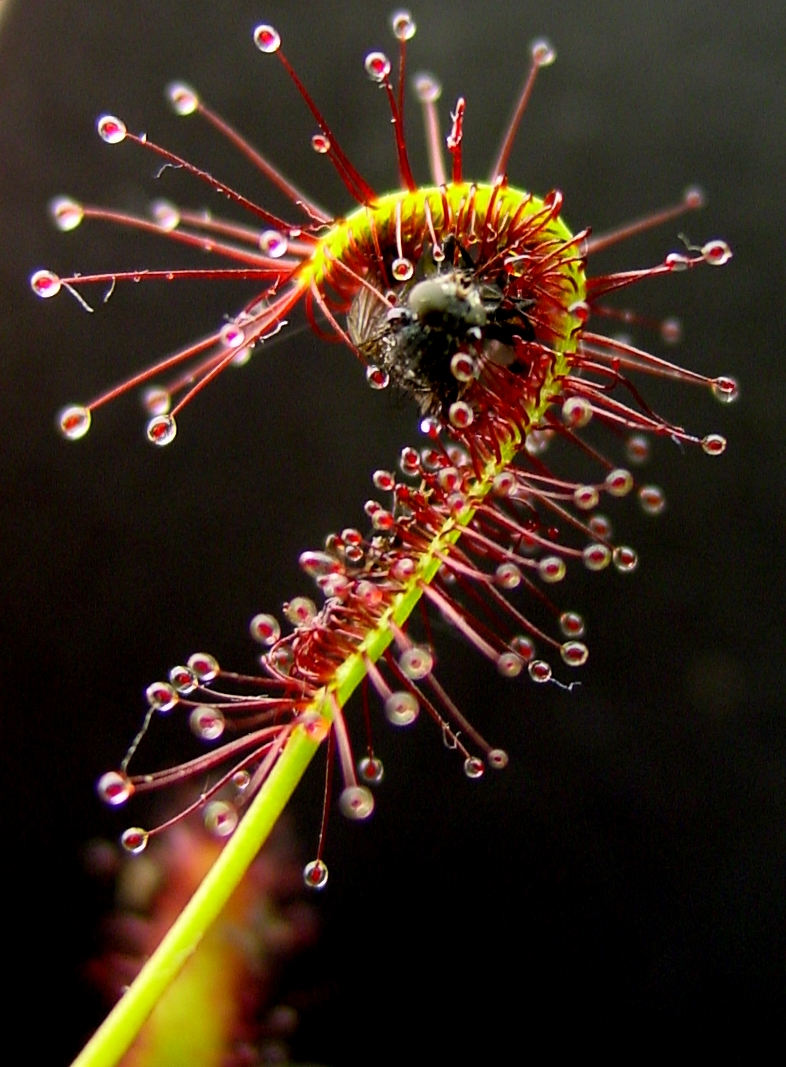
Rosnatka (Drosera capensis), nastická reakce považovaná za thigmotropismus.

Některé rostliny jsou téměř 10krát citlivější než lidská pokožka. Dokážou zjistit vlákno o hmotnosti 0.002mg. Ovšem hmyzožravé rosnatky reagují na předmět o hmotnosti 0.0008mg a pnucí rostlina libenka (Sicyos) reaguje na podnět o hmotnosti pouhých 0.00025mg. 
Thigmotropismus by neměl být zaměňován s rychlým pohybem rostlin, jako je svíjení listů rosnatek nebo mimózy. Tyto pohyby jsou způsobeny změnami v turgoru buněk.
 Není to totiž orientovaný pohyb, jde o nastii. Seismonastie se projevují sklápěním listů na dotek nebo otřes (šťavel kyselý, mimóza), sklápění žláznatých listů (rosnatka).

### Akumulace a síla podnětů
Thigmotropická reakce je vyvolána a je silnější spíše u opakovaných slabých podnětů, kde se změny hromadí, než u opakovaných silných podnětů, kde k takové akumulaci nedochází. Například takové akumulace slabých podnětů jsou pozorovány u úponků, které nevykazují žádnou odpověď na jediné slabě podráždění, ale ukazuje thigmotropickou reakci na sérii stejných podnětů.
Pokud jsou však opakované podněty silné, nedochází k akumulaci účinku, ale spíše k žádné reakci. Následuje aklimatizace, dochází k uvyknutí ke stimulu. Darwin zjistil, že po opakované stimulaci úponku z mučenky (bylo provedeno 21 stimulací během 54 hodin), reagovala jen mírně.

## Thigmotropismus u hub
Mycelium hub musí překonávat při růstu prázdné prostory. Bylo pozorováno, že houby rostou častěji podél pórů v půdě, než napříč jimi. Je zde předpokládán thigmotropismus, reakce na dotek s pevnou látkou..
Druhy anamorfního rodu hub Trichoderma, pronikají do hyfy cizí houby (hostitele), toxiny zahubí jeho buňky a obsah rozloží. Operaci předchází thigmotropická reakce mycelia – při styku s hyfou potenciálního hostitele (zřejmě jde o reakci na exudáty hyfy, různí parazité mají různou specificitu) se kolem hyfy hostitele ovíjí hyfy parazita. Druhy rodu Trichoderma jsou využívány v "biologickém boji" proti různým fytopatogenním houbám.
Při nákaze hostitele houbou spora na povrchu těla hostitele vyklíčí a mycelium se rozrůstá po povrchu na základě thigmotropismu, vnímání povrchu rostoucí hyfou (růstová reakce je často taková, aby se zvětšila pravděpodobnost dosažení průduchu). Podobně růst hyf v zářezech, štěrbinách, pórech a puklinách probíhá na základě thigmotropické reakce.